# Gardessen

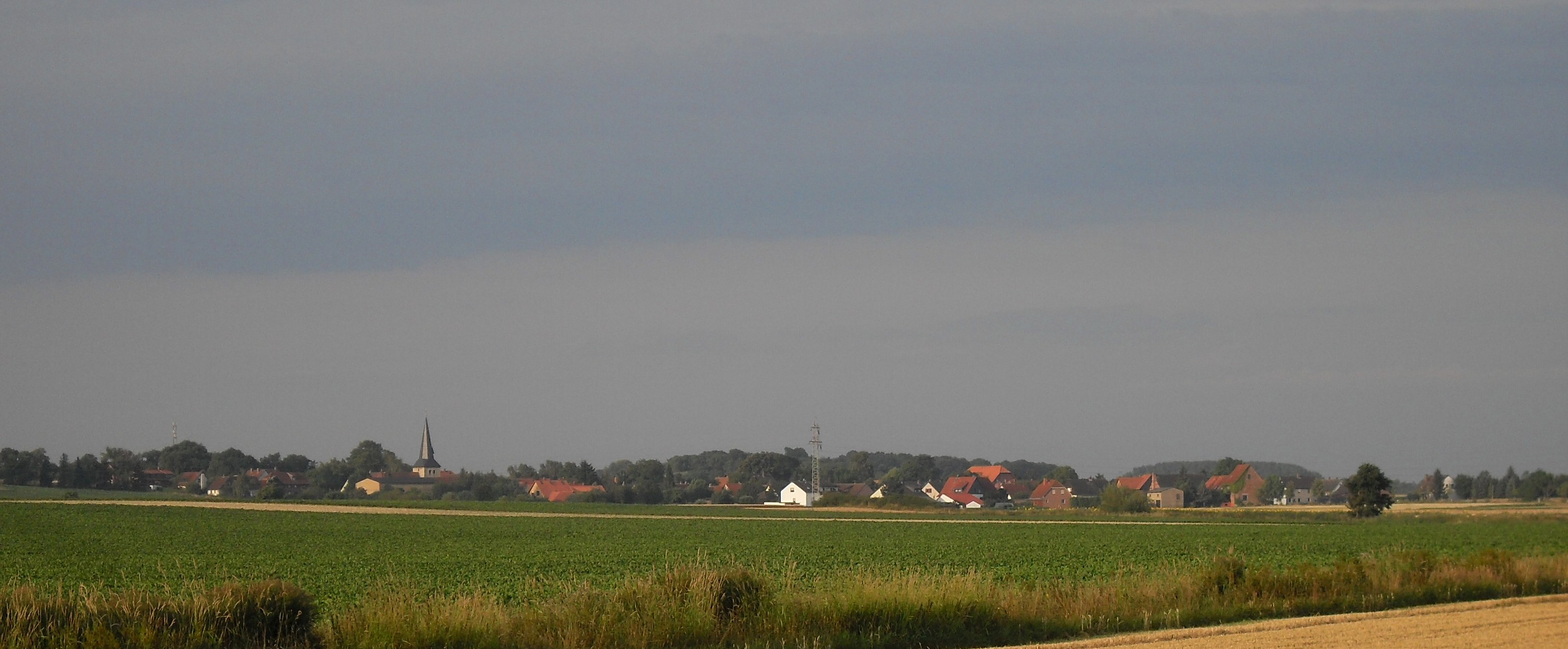
Blick auf Gardessen aus nördlicher Richtung

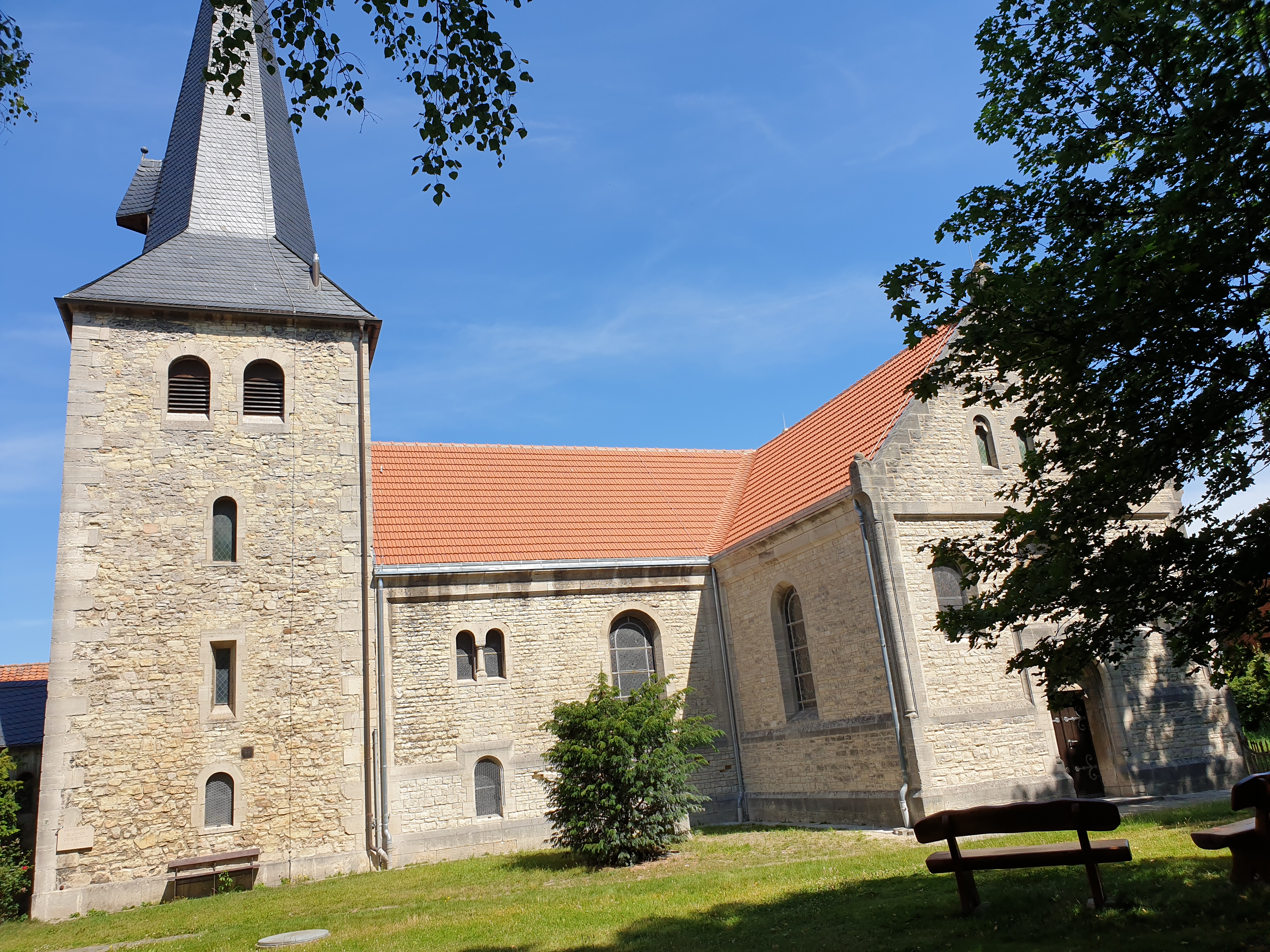
Kirche

Gardessen ist eine Ortschaft in der Gemeinde Cremlingen im Landkreis Wolfenbüttel von Niedersachsen.

## Geographie
Gardessen liegt etwa 15 km östlich von Braunschweig. Auf einer Fläche von 5,22 km² leben 570 Einwohner (Stand Dezember 2021), was eine Bevölkerungsdichte von 109 Einwohnern pro km² ergibt. Der Sandbach fließt durch den Ort.

## Geschichte
Der Ort Gardessen wird 1214 erstmals urkundlich erwähnt, als das Bonifatiusstift in Halberstadt hier ein Vorwerk besaß. Um 1220 und um 1270 wurde der Ort Gerdessem und 1311 Gherdesem genannt. Der Name Gardessen tritt erstmals im Jahr 1315 auf. Um 1220 gaben die Edelherren von Meinersen ihren ½ Zehnt, ein Lehen des Bischofs von Halberstadt, weiter als Afterlehen an Balduin von Wenden.
Seit dem 1. März 1974 gehört Gardessen zur Einheitsgemeinde Cremlingen.

## Politik

### Ortsrat
Der Ortsrat, der Gardessen vertritt, setzt sich aus sieben Mitgliedern zusammen. Die Ratsmitglieder werden durch eine Kommunalwahl für jeweils fünf Jahre gewählt.
Bei der Kommunalwahl 2021 ergab sich folgende Sitzverteilung:
| Ortsrat 2021Insgesamt 7 Sitze - SPD: 4 - CDU: 3 | Ortsratswahl 2021Wahlbeteiligung: 77,87 % 6050403020100 54,59 %45,41 % SPDCDU |

### Ortsbürgermeister
Ortsbürgermeister ist Burkhard Wittberg.

### Wappen
| | Blasonierung: „Gespalten von Blau und Gold, im Schildfuß eine Wellenleiste in verwechselten Farben; vorn ein goldener Wehrturm, hinten eine blaue Muschel.“ |
| Wappenbegründung: Der Wehrturm verweist auf die „Kiekelborch“, einem romanischen Wehrturm, der östlich der Kirch stand. Die Muschel ist eine häufige Versteinerung in den Kalksteinvorkommen der Umgebung. Durch den Schildfuß zieht sich der Sandbach als Wellenband. Die blau-goldenen Farben zeigen die braunschweigischen Landesfarben und erinnern an die lange Zugehörigkeit Gardessens zum Land Braunschweig. Das Wappen wurde von Wilhelm Krieg gestaltet und am 14. November 1983 durch den Ortsrat einstimmig angenommen. | |